# John de Lancie

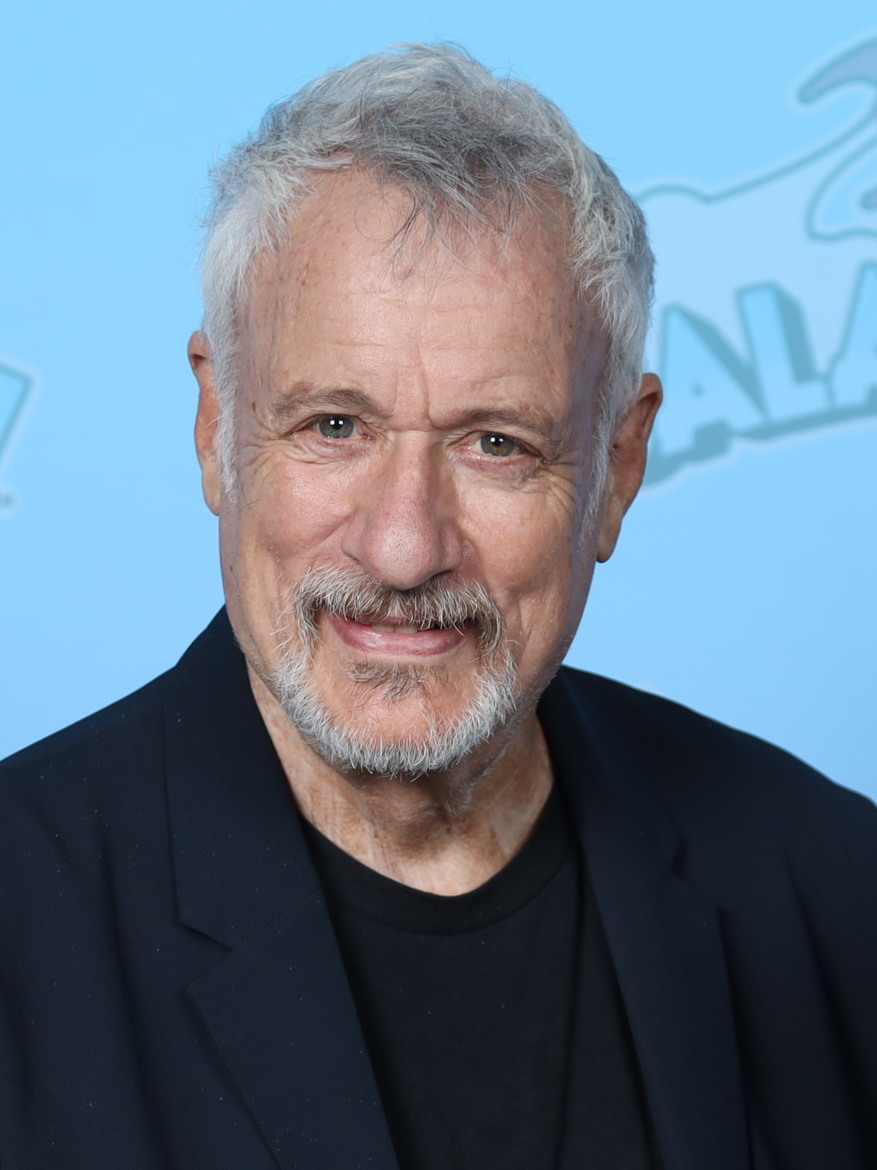
John de Lancie (2023)

John de Lancie (* 20. März 1948 in Philadelphia, Pennsylvania) ist ein US-amerikanischer Schauspieler und Synchronsprecher. Bekannt wurde er vor allem durch die Rolle des übermächtigen Wesens Q im Star-Trek-Universum.

## Leben
De Lancie besuchte die Kent State University und gewann ein Stipendium für die Juilliard School. Sein Vater John de Lancie war langjähriger Solo-Oboist im Philadelphia Orchestra, dem das Oboenkonzert L’Horloge de Flore von Jean Françaix gewidmet ist.
Seit 1975 arbeitet de Lancie als Schauspieler. Er spielte unter anderem in Filmen wie Legacy, Die Dornenvögel und Die Hand an der Wiege mit. Auch wirkte er in Serien wie Der Sechs-Millionen-Dollar-Mann, Kampfstern Galactica, Nero Wolfe und MacGyver mit. Außerdem spielte er zusammen mit Richard Dean Anderson die Hauptrolle in der Steampunk-Serie Legend. Berühmt wurde er jedoch durch seine Rolle als allmächtiges Wesen „Q“ in der Serie Raumschiff Enterprise – Das nächste Jahrhundert. Unter anderem hatte er auch Auftritte als Q in den Star-Trek-Serien Deep Space Nine, Raumschiff Voyager, Picard und Lower Decks. Außerdem trat er als Sid in Andromeda sowie in mehreren Folgen von Stargate – Kommando SG-1 als Colonel Simmons und in vier Folgen von Charmed auf, wo er Odin, einen Ältesten spielte. Von 2009 bis 2010 verkörperte er in der Erfolgsserie Breaking Bad die Rolle des Donald Margolis. Seit 2011 ist er auch als Sprecher von Discord in My Little Pony – Freundschaft ist Magie bekannt.
Bis zu dessen Ableben hatte de Lancie zusammen mit Leonard Nimoy eine Produktionsfirma mit dem Namen Alien Voices, die sich der Produktion von Science-Fiction-Hörspielen gewidmet hatte. Neben der Schauspielerei ist er auch der künstlerische Direktor von L. A. Works. Außerdem besitzt er ein eigenes Schauspielstudio in Los Angeles und unterrichtete dort am South Coast Conservatory Nachwuchsschauspieler. De Lancie ist außerdem mit Kate Mulgrew (Captain Janeway aus Raumschiff Voyager) gut befreundet.
Verheiratet ist er mit der Schauspielerin Marnie Mosiman, die ebenfalls bei Raumschiff Enterprise – Das nächste Jahrhundert eine Gastrolle hatte. Sie haben zwei Söhne, Owen de Lancie und Keegan de Lancie, wovon der letztere auch einen Gastauftritt in Raumschiff Voyager als Qs Sohn hatte.
Gemeinsam mit dem Autor Peter David schrieb de Lancie den Roman Ich, Q, der aus der Ich-Perspektive seines „Q“ geschrieben ist.

## Filmografie (Auswahl)
- 1975: Legacy
- 1976: Der Preis der Macht (Captains and the Kings, TV-Mehrteiler, 1 Teil)
- 1977: Todesflug (SST: Death Flight, Fernsehfilm)
- 1977: McMillan & Wife (Fernsehserie, 1 Folge)
- 1977: Testimony of Two Men (Fernsehserie, 1 Folge)
- 1977: Der Mann, der Berge versetzt (The Man with the Power, Fernsehfilm)
- 1977: Aspen (TV-Mehrteiler, 1 Teil)
- 1977: Police Story – Immer im Einsatz (Police Story, Fernsehserie, 1 Folge)
- 1977–1978: Der Sechs-Millionen-Dollar-Mann (The Six Million Dollar Man, Fernsehserie, 5 Folgen)
- 1978: Black Beauty (Fernsehserie, 1 Folge)
- 1978: Die Zwei mit dem Dreh (Switch, Fernsehserie, 1 Folge)
- 1978: Barnaby Jones (Fernsehserie, 1 Folge)
- 1978: The Bastard (Fernsehserie)
- 1978: Little Women (TV-Miniserie, 2 Teile)
- 1978: The Lazarus Syndrome (Fernsehfilm)
- 1978–1979: Notruf California (Emergency!, Fernsehserie, 3 Folgen)
- 1979: Kampfstern Galactica (Battlestar Galactica, Fernsehserie, 1 Folge)
- 1979: Time Express (Fernsehserie)
- 1979: Mord im Zwiebelfeld (The Onion Field)
- 1980: Die keine Skrupel kennen (Scruples, Fernsehserie, 1 Folge)
- 1980: Nightside (Fernsehfilm)
- 1980: Ein Walzer vor dem Frühstück (Loving Couples)
- 1981: Nero Wolfe (Fernsehserie, 1 Folge)
- 1981: The Miracle of Kathy Miller (Fernsehfilm)
- 1981: Es ist ein Leben (It’s a Living, Fernsehserie, 1 Folge)
- 1982–1990: Zeit der Sehnsucht (Days of Our Lives, Fernsehserie, 519 Folgen)
- 1983: Die Dornenvögel (The Thorn Birds, 4 Folgen)
- 1986: Unbekannte Dimensionen (The Twilight Zone, Fernsehserie)
- 1986: MacGyver (Fernsehserie, Folge 1x20)
- 1986: Mord ist ihr Hobby (Murder, She Wrote, Fernsehserie, Folge 2x22)
- 1986: Texas – Die Schlacht um Houston (Houston: The Legend of Texas, Fernsehfilm)
- 1986: The New Gidget (Fernsehserie, 1 Folge)
- 1987: On Fire (Fernsehfilm)
- 1987–1994: Raumschiff Enterprise – Das nächste Jahrhundert (Star Trek: The Next Generation, Fernsehserie, 8 Folgen)
- 1988: Inspektor Hooperman (Fernsehserie, 1 Folge)
- 1988: In geheimer Mission (Mission: Impossible, Fernsehserie, Folge 1x01)
- 1988: Trial and Error (Fernsehserie, 8 Folgen)
- 1989: Die nackte Bombe II (Get Smart, Again!, Fernsehfilm)
- 1989: Gideon Oliver (Fernsehserie, 1 Folge)
- 1989: Blood Red – Stirb für dein Land (Blood Red)
- 1989: Die total beknackte Nuß (The Nutt House, Fernsehserie, 1 Folge)
- 1989: Christine Cromwell (Fernsehserie, 1 Folge)
- 1990: Todfreunde – Bad Influence (Bad Influence)
- 1990: Filofax – Ich bin du und du bist nichts (Taking Care of Business)
- 1990: Engel des Todes (Angel of Death, Fernsehfilm)
- 1991: L.A. Law – Staranwälte, Tricks, Prozesse (L.A. Law, Fernsehserie, 1 Folge)
- 1991: König der Fischer (The Fisher King)
- 1991: Auf der Sonnenseite des Lebens (Missing Pieces)
- 1992: The Young Riders (Fernsehserie, 1 Folge)
- 1992: Die Hand an der Wiege (The Hand That Rocks the Cradle)
- 1992: Ehekriege (Civil Wars, Fernsehserie, 1 Folge)
- 1993: Star Trek: Deep Space Nine (Fernsehserie, Folge 1x07)
- 1993: Fearless – Jenseits der Angst (Fearless)
- 1993: Time Trax – Zurück in die Zukunft (Time Trax, Fernsehserie, 1 Folge)
- 1993: Matlock (Fernsehserie, 1 Folge)
- 1994: Deep Red (Fernsehfilm)
- 1994: Tod aus dem All (Without Warning, Fernsehfilm)
- 1994: Tödliche Intrigen (Schemes)
- 1995: Evolver
- 1995: Legend (Fernsehserie, 12 Folgen)
- 1995: Never Say Never: The Deidre Hall Story (Fernsehfilm)
- 1996: Murder One (Fernsehserie, 1 Folge)
- 1996: Picket Fences – Tatort Gartenzaun (Picket Fences, Fernsehserie, 1 Folge)
- 1996: Lautlos und tödlich (Raven Hawk, Fernsehfilm)
- 1996: Vier lieben dich (Multiplicity)
- 1996, 2001: Star Trek: Raumschiff Voyager (Star Trek: Voyager, Fernsehserie, 3 Folgen)
- 1997: Immer Ärger mit Dave (Dave’s World, Fernsehserie, 1 Folge)
- 1997: Die lieben Kollegen (Working, Fernsehserie, 1 Folge)
- 1997: Aircrash – Katastrophe beim Take Off (Final Descent, Fernsehfilm)
- 1997: Ein Hauch von Himmel (Touched by an Angel, Fernsehserie, 1 Folge)
- 1997: The First Men in the Moon
- 1997–1998: Kreativ sein ist alles (Fired Up, Fernsehserie, 2 Folgen)
- 1997–2001: Practice – Die Anwälte (The Practice, Fernsehserie, 2 Folgen)
- 1998: Gen 13 (Synchronsprecher)
- 1998: Lucky, der reichste Hund der Welt (You Lucky Dog, Fernsehfilm)
- 1998: The Lost World (Fernsehfilm)
- 1998: Ally McBeal (Fernsehserie, 1 Folge)
- 1998: Star Trek World Tour
- 1998: Star Trek: The Game Show (Video Game)
- 1999: Skrupellos gehandelt – Babies gegen Bares (Border Line, Fernsehfilm)
- 1999: Final Speed – Stoppt den Todeszug! (Final Run, Fernsehfilm)
- 2000: Outer Limits – Die unbekannte Dimension (The Outer Limits, Fernsehserie, Folge 6x02)
- 2000: Sports Night  (Fernsehserie, 1 Folge)
- 2000: The West Wing – Im Zentrum der Macht (The West Wing, Fernsehserie, 2 Folgen)
- 2000: Woman on Top
- 2000: Secret Agent Man (Fernsehserie, 1 Folge)
- 2000: Max Steel (Fernsehserie, 3 Folgen)
- 2000: The Catch (Kurzfilm)
- 2001: Good Advice – Guter Rat ist teuer (Good Advice)
- 2001: Special Unit 2 – Die Monsterjäger (Special Unit 2, Fernsehserie, Folge 2x05)
- 2001: Nicholas
- 2001–2002: Andromeda (Fernsehserie, 2 Folgen)
- 2001–2002: Stargate – Kommando SG-1 (Stargate SG-1, 5 Folgen)
- 2002: The Guardian – Retter mit Herz (Fernsehserie, 1 Folge)
- 2002: Crossing Jordan – Pathologin mit Profil (Fernsehserie, 1 Folge)
- 2002: The Big Time (Fernsehfilm)
- 2002–2003: Invader Zim (Fernsehserie, 2 Folgen)
- 2003: Für alle Fälle Amy (Judging Amy, Fernsehserie, 1 Folge)
- 2003: Burl’s (Kurzfilm)
- 2004: Lady Cops – Knallhart weiblich (The Division, Fernsehserie, 1 Folge)
- 2004: Men’s Mix 1: Gay Shorts Collection
- 2004: Liliths Fluch (Darklight, Fernsehfilm)
- 2004: New York Cops – NYPD Blue (NYPD Blue, Fernsehserie, 1 Folge)
- 2004: The Eavesdropper
- 2004–2005: Charmed – Zauberhafte Hexen (Charmed, Fernsehserie, 4 Folgen)
- 2005: The Closer (Fernsehserie, 1 Folge)
- 2006: Without a Trace – Spurlos verschwunden (Without a Trace, Fernsehserie, Folge 5x10 Am Ende des Weges)
- 2007: Die Liebe in mir (Reign Over Me)
- 2007: Drachenläufer (The Kite Runner)
- 2007: Shark (Fernsehserie, 1 Folge)
- 2007: Teenius
- 2008: Quality Time
- 2008: Pathology – Jeder hat ein Geheimnis (Pathology)
- 2009: Crank 2: High Voltage (Crank: High Voltage)
- 2008–2009: The Unit – Eine Frage der Ehre (The Unit, Fernsehserie, 2 Folgen)
- 2009: You
- 2009: Gamer
- 2009–2010: Breaking Bad (Fernsehserie, 4 Folgen)
- 2011: In Plain Sight – In der Schusslinie (In Plain Sight, Fernsehserie, 1 Folge)
- 2011: Law & Order: LA (Fernsehserie, Folge 1x19)
- 2011: Franklin & Bash (Fernsehserie, 1 Folge)
- 2011: Torchwood (Fernsehserie, 3 Folgen)
- 2012: Recreator – Du wirst repliziert (CLONED: The Recreator Chronicles)
- 2012: Zombie Hamlet
- 2012: The Secret Circle (Fernsehserie, Folge 1x19)
- 2012: NTSF:SD:SUV:: (Fernsehserie, 1 Folge)
- 2012: Bronies: The Extremely Unexpected Adult Fans of My Little Pony
- 2013: The Last Session (Kurzfilm)
- 2014: CSI: Vegas (CSI: Crime Scene Investigation, Fernsehserie, Folge 14x13)
- 2014: The Mentalist (Fernsehserie, Folge 6x17)
- 2014: Pony Meets World (Fernsehserie)
- 2014: Topsy McGee vs. The Sky Pirates (Kurzfilm)
- 2015: The Moneymaker (Kurzfilm)
- 2015: Visions
- 2015: The Quest – Die Serie (The Quest, Fernsehserie, Folge 2x06)
- 2017: Justice League Action (Fernsehserie, 2 Folgen)
- 2017: Star Trek Continues (Webserie, Folge 1x09)
- 2018: Resurrect (Kurzfilm)
- 2018: #TheLateBatsby (Kurzfilm)
- 2018: My Little Pony: Best Gift Ever (Fernsehfilm)
- 2018: Buttons
- 2019: When the Train Stops (Kurzfilm)
- 2019: Manipulated
- 2022, 2023: Star Trek: Picard (Fernsehserie)

## Synchronarbeiten
- 1993: Batman (Fernsehserie, 2 Folgen)
- 1993: Die Legende von Prinz Eisenherz (The Legend of Prince Valiant, Fernsehserie, 1 Folge)
- 1993: Cyber World (Arcade, Video)
- 1996–1997: Jonny Quest (The Real Adventures of Jonny Quest, Fernsehserie, 17 Folgen)
- 1997: Extreme Ghostbusters (Fernsehserie, 1 Folge)
- 1997: Outlaws (Videospiel)
- 1997: Duckman: Private Dick/Family Man (Fernsehserie, 1 Folge)
- 1998: Gen¹³ (Animation)
- 1998: Der Soldat James Ryan
- 1998: Interstate ’76 Arsenal (Videospiel)
- 1999: Gabriel Knight 3: Blut der Heiligen, Blut der Verdammten (Gabriel Knight 3: Blood of the Sacred, Blood of the Damned, Videospiel)
- 1999: Planescape: Torment (Videospiel)
- 2000: Die Biber Brüder (The Angry Beavers, Fernsehserie)
- 2000: Max Steel (Fernsehserie, 3 Folgen)
- 2000: Star Trek: ConQuest Online (Videospiel)
- 2002–2003: Invader Zim (Fernsehserie, 2 Folgen)
- 2003: Duck Dodgers (Fernsehserie, 1 Folge)
- 2009: Elf Sparkle Meets Christmas the Horse (Fernsehfilm)
- 2010: Elf Sparkle and the Special Red Dress (Fernsehfilm)
- 2011: Young Justice (Fernsehserie, 1 Folge)
- 2011: Assassin’s Creed: Revelations (Videospiel)
- 2011–2019: My Little Pony – Freundschaft ist Magie (My Little Pony: Friendship is Magic, Fernsehserie, 23 Folgen)
- 2012: Quantum Conundrum (Videospiel)
- 2012: Assassin’s Creed III (Videospiel)
- 2012: Family Guy (Fernsehserie, 1 Folge)
- 2014: Family Guy: The Quest for Stuff (Videospiel)
- 2014: Elite: Dangerous (Videospiel)
- 2015: Heroes of the Storm (Videospiel)
- 2015: StarCraft II: Legacy of the Void (Videospiel)
- 2015: My Little Pony, Twilight’s Kingdom Storybook App (Videospiel)
- 2016: Master of Orion: Conquer the Stars (Videospiel)
- 2016: StarCraft II: Nova Covert Ops (Videospiel)
- 2016: World of Warcraft: Legion (Videospiel)
- 2017: XCOM 2: War of the Chosen (Videospiel)
- 2017: Die Eiskönigin – Olaf taut auf (Olaf’s Frozen Adventure, Kurzfilm)
- 2019: DC Super Hero Girls: Super Shorts (Fernsehserie)
- 2019: Alpha Omega (Videospiel)
- 2020: Star Trek: Lower Decks (Fernsehserie, Folge 1x08)
- 2020: Popup Dungeon (Videospiel)
- 2024: Dota 2 as The Ringmaster (Videospiel)
- 2025: Star Trek: Strange New Worlds (Fernsehserie, Folge 3x02)